# Kirkstone Pass
Der Kirkstone Pass ist ein Gebirgspass im Lake District in Cumbria, England.
Die A592 führt über den Pass und verbindet Ambleside mit Patterdale. Mit einer Höhe von 454 m ist er der höchste befahrbare Pass im Lake District.
Westlich des Passes liegt der Middle Dodd. Auf der östlichen Seite wird der Pass durch die Berge des Caudale Moor und den Hartsop Dott begrenzt.
Auf dem Kirkstone Pass entspringt der Kirkstone Beck.
Auf der nördlichen Seite des Passes unterhalb des Hartsop Dott liegt ein stillgelegter Steinbruch. Auf der südlichen Seite unweit der Passhöhe befindet sich das Kirkstone Pass Inn, das dritthöchste Pub in England.
Der Name des Passes stammt von einem Stein, dem Kirkstone, der neben der Straße in der Nähe des Pubs in Richtung Patterdale steht. Der Stein sieht einem Kirchturm ("kirk" heißt im Altnorwegischen "Kirche") ähnlich.